# ロドルフォ・ロドリゲス
ロドルフォ・ロドリゲス（Rodolfo Rodríguez, 1956年1月20日 - ）は、ウルグアイ・モンテビデオ出身の元サッカー選手。ポジションはゴールキーパー。

## 経歴
ウルグアイのCAセロでプロデビューし、1976年にナシオナル・モンテビデオに移籍した。ナシオナルでは1980年にコパ・リベルタドーレスで優勝。翌1981年2月に行われたインターコンチネンタルカップ（第1回トヨタカップ）に出場し、ノッティンガム・フォレストFC（イングランド）を完封して1-0で勝利。トヨタカップ初代王者になった。1984年にブラジルのサントスFCに移籍、その後はブラジル、ポルトガルでプレーした。
ウルグアイ代表としては、1976年から1986年までに、同国史上最多の79試合に出場した。1980年には、歴代のFIFAワールドカップ優勝国が招待された親善試合である1980 ムンディアリートで優勝。1983年のコパ・アメリカでは決勝でブラジルを破って優勝した。しかし1986年のワールドカップメキシコ大会では、南米予選で主将を務めるなどチームを牽引していたが、本大会では出場機会はなかった。

## タイトル

### クラブ
ナシオナル・モンテビデオ
- プリメーラ・ディビシオン : 1977, 1980, 1983
- コパ・リベルタドーレス : 1980
- インターコンチネンタルカップ : 1980

サントスFC
- サンパウロ州選手権 : 1984

ECバイーア
- バイーア州選手権 : 1993, 1994

### 代表
ウルグアイ代表
- 1980 ムンディアリート : 1980
- コパ・アメリカ : 1983